# Ralph Waldo Emerson
Ralph Waldo Emerson, född 25 maj 1803 i Boston, Massachusetts, död 27 april 1882 i Concord, Massachusetts, var en amerikansk författare och filosof, känd som en av de främsta företrädarna för transcendentalismen.

## Biografi
Emerson tillhörde en känd prästsläkt av engelskt ursprung. Han erhöll sin utbildning vid Harvard och blev präst i en unitarisk kyrka i Boston. Efter att ha börjat tvivla på församlingens trossatser, särskilt i fråga om nattvarden, begärde han avsked 1832 och reste till England, där han träffade författare såsom Thomas Carlyle, Samuel Taylor Coleridge och William Wordsworth. Med Carlyle utvecklade han en vänskap, som senare fortsatte i form av brevväxling under flera decennier framöver. Påföljande år återvände han till USA och bosatte sig i Concord, som han gjorde till ett centrum för transcendentalismen.
Bland hans verk märks Nature (1836), Essays (1841 och 1844; två volymer), Representative Life (1850), English Traits (1856; återger hans intryck efter ett andra besök i England 1847) och The Conduct of Life (1860).
Det för Emersons författarskap kännetecknande är hans djupa tro på människonaturens förmåga att utveckla sig till det goda och hans starka betonande av personlighetens rätt till fri utveckling. Den högsta auktoriteten är, enligt hans åsikt, förnuftet, som han uppfattar icke blott såsom förstånd, utan även såsom känsla och samvete. Organet för inhämtandet av religiös kunskap är för honom icke reflexionen, utan intuitionen, förnuftsåskådningen.

## Översättningar till svenska
- 1855 – Naturen : tal och föreläsningar. H. 1 (öfvers. af V.P. (dvs. Victor Pfeiff))
- 1857 – Naturen : tal och föreläsningar. H. 2 (öfvers. af V.P. [Victor Pfeiff])
- 1862 – Representanter af menskligheten: Plato eller filosofen, Svedenborg eller mystikern, Montaigne eller skeptikern, Shakespeare eller skalden, Napoleon eller verldsmannen, Goethe eller skriftställaren (Representative men) (översättning Victor Pfeiff); se även 1914
- 1875 – Engelska karaktersdrag (översättning A. F. Åkerberg)
- 1907 – Vi och vår nästa: valda stycken ur Emersons essayer (översättning Ellen Ryding)
- 1914 – Mänsklighetens representanter (översättning Immanuel Björkhagen)
- 1915 – Naturen och människan: valda essayer och tal (översättning August Carr)
- 1917 – Samfundsliv och ensamhet: essayer (Society and solitude) (översättning August Carr)
- 1920 – Engelskt folklynne (översättning August Carr)
- 1920 – Livsvägar: essayer (översättning August Carr)
- 1922 – Kärlek och andra essayer (översättning August Carr)
- 1927 – Andliga lagar och andra essayer (översättning August Carr)
- 1981 – Om konst och skönhet: essayer översättning August Carr)
- 1990 – Levande möte: Vilhelm Ekelunds Emersontolkningar (Ellerström, 1990) ISBN 91-86488-60-0
- 1992 – Läroår: ur dagböckerna (urval, översättning och kommentarer av Gunnar Lundin, Studiekamraten, 1992) ISBN 91-971774-2-3
- 1993 – Naturen (Nature) (översättning av Mikael Nydahl, Studiekamraten, 1993) ISBN 91-971774-6-6
- 1994 – Framgång: essäer om självtillit och kreativitet (inledning och kommentarer av Anders Hallengren, Studiekamraten, 1994) ISBN 91-88576-03-5
- 1996 – Om konsten att samtala (även Jonathan Swift, Oscar Wilde) (översättning, Christina Westman, Fabel, 1996) ISBN 91-7842-198-5
- 2016 – Självförtröstan (översättning och efterord av Ola Klippvik, Vikbopress) ISBN 978-91-639-1963-3
- 2020 – Naturen & andra essäer (översättning av Ola Klippvik och förord av Emi-Simone Zawall, Norstedts Förlag, 2020) ISBN 978-91-130-9415-1